# 施特劳本哈特
施特劳本哈特（德語：Straubenhardt，發音：[ˈʃtʁaʊbn̩haʁt]）是德国巴登-符腾堡州卡尔斯鲁厄行政区恩茨县的市镇，面积33.08平方千米，2023年12月31日人口为11,514人。